# Esther López Barceló
Esther López Barceló (Alicante, 1983) es una historiadora y escritora española. De 2011 a 2015, fue diputada a las Cortes Valencianas por Esquerra Unida (EUPV) y fue una de las promotoras de la Ley de Memoria Histórica. Es reconocida por su activismo en la recuperación de la memoria democrática.

## Trayectoria
Nació en Alicante, hija de los escritores y profesores Adriana Barceló Mira y Gabriel López Mingot. Se licenció en Historia, en la especialidad de Arqueología en la Universidad de Alicante, y posteriormente, cursó estudios en Antropología biológica y Antropología forense. En 2004, participó en la primera exhumación de fosas comunes del franquismo dentro de un cementerio en Almansa. Su compromiso con este campo la llevó a escribir en 2011 Testimonio de la memoria, un libro que recoge experiencias de las víctimas del franquismo, publicado por la Asociación Guerra, Exilio y Memoria Histórica del País Valenciano (AGE-PV), organización de la que es co-fundadora.
En 2009, López fue elegida Responsable de las Juventudes de Izquierda Unida y fue candidata a las elecciones al Parlamento Europeo de 2009, aunque no obtuvo suficientes votos para ser eurodiputada. Unos años después, en las elecciones autonómicas de 2011, formó parte de las listas de Esquerra Unida del País Valencià (EUPV) por Alicante y, entre 2011 y 2015, fue diputada durante la VIII Legislatura de la Comunidad Valenciana. Fue una de las promotoras de la Ley de Memoria Histórica, primera proposición de ley sobre este tema que se debatía en las Cortes Valencianas.
Posteriormente, fue jefa de gabinete del concejal de Economía y Hacienda del Ayuntamiento de Madrid, Carlos Sánchez Mato (IU), durante el gobierno de Ahora Madrid, hasta que obtuvo una plaza de profesora interina en Valencia en 2017. Durante ese tiempo coordinó varias acciones políticas como la creación del primer informe de impacto de género a los Presupuestos Municipales de Madrid, así como la elaboración del primer decreto de cláusulas sociales para la contratación pública del consistorio. 
En 2017, publicó La conquista de las ciudades, con prólogo de Alberto Garzón. Un libro de entrevistas a representantes políticos de los llamados “Ayuntamientos del cambio”, que consiguieron el gobierno de las principales ciudades españolas en las elecciones municipales de 2015: Madrid con Manuela Carmena y Barcelona con Ada Colau, entre otras.
En julio de 2018, López fue la responsable de presentar en las Cortes Generales una Proposición de Ley de Memoria Democrática junto al coordinador de Izquierda Unida, Alberto Garzón y representantes de asociaciones memorialistas. En 2023, la consejería de educación de la Generalidad Valenciana creó el Aula Didáctica de la Memoria Democrática, sobre los efectos sociales, políticos y culturales de la dictadura franquista, coordinada por López.
En 2023, publicó su primera novela, titulada Cuando ya no quede nadie, que narra el bombardeo de la aviación fascista al Mercado Central de Alicante en el que murieron centenares de personas. Parte de la historia de sus abuelos, Pilar y Gabriel, y los transforma en dos personajes que sitúa en la España de la guerra civil y los primeros años de la dictadura.
En su ensayo El arte de invocar la memoria de 2024, López revela cómo las presas políticas durante el franquismo en España, específicamente en cárceles como la de Segovia y la de Ventas, usaban un lenguaje secreto para comunicarse y resistir la represión. Este código, encriptado en cuadernos de labores, les permitía transmitir información sobre el exterior y el interior del Partido Comunista de España (PCE). Manolita del Arco fue una de las presas que desarrolló y utilizó este lenguaje para mantener vivas las redes de comunicación y resistencia. Ni López ni el hijo de Manolita, el escritor Miguel Ángel Martínez del Arco, han logrado descifrar el código. Esta obra subraya la importancia de la memoria histórica y el ingenio de las mujeres para preservar su historia y resistir a la opresión.
Además, ha colaborado como columnista y crítica literaria en medios como La Marea, ElDiario.es, Valencia Plaza, Público, El País SModa y Adiós Cultural.

## Reconocimientos
Esther López Barceló fue galardonada en dos ocasiones por su trabajo parlamentario durante la VIII Legislatura de la Comunidad Valenciana. En 2012, recibió La Tuerka de Oro al mejor discurso parlamentario femenino, un premio impulsado por el programa de televisión La tuerka de Tele K dirigido por Pablo Iglesias Turrión. Posteriormente, en 2014, obtuvo uno de los galardones de los XXIII Premios Turia, que entrega anualmente la revista cultural valenciana Cartelera Turia, a la Mejor Contribución Cívica junto a otras diputadas como Mireia Mollà de Compromís y Clara Tirado del Partido Socialista del País Valenciano (PSPV).

## Obra
- 2011 – Testimonio de la memoria. Asociación Guerra, Exilio y Memoria Histórica del País Valenciano (AGE-PV)
- 2017 – La conquista de las ciudades: las confluencias que hicieron posibles los Ayuntamientos del cambio. Prólogo de Alberto Garzón. Icaria Editorial. ISBN 9788498887808.
- 2023 – Cuando ya no quede nadie. Editorial Grijalbo. ISBN 9788425362842.[27]
- 2024 – El arte de invocar la memoria. Anatomía de una herida abierta. Barlin Paisaje. ISBN 978-8412803228.